# Una razón
Una razón es el sexto álbum del cantante argentino Manuel Wirzt. Fue publicado por el sello EMI en 1997.
Este disco tuvo dos canciones exitosas[cita requerida]con una importante rotación en radio y televisión.[cita requerida] "Cuando escucho al corazón" y "Qué será", los dos temas en cuestión, cuentan con sus respectivos videoclips realizados por Diego Kaplan.

## Lista de canciones
| N.º | Título                    |
| --- | ------------------------- |
| 1.  | Cuando Escucho Al Corazón |
| 2.. | Pensar En Ti              |
| 3.  | Algún Día                 |
| 4.  | Vamos Olvidando           |
| 5.  | No Me Mires Así           |
| 6.  | Eras                      |
| 7.  | Siempre Habrá Una Razón   |
| 8.  | Qué Será                  |
| 9.  | Sin Amor                  |
| 10. | Cuál Es La Llave          |